# Saundra Santiago
Saundra Santiago (Nueva York, 13 de abril de 1957) es una actriz estadounidense, más conocida por su papel en la serie Miami Vice.

## Biografía
Descendiente de puertorriqueños y cubanos, Saundra nació en Nueva York, pero se crio en Homestead, Florida.
Entre los papeles más importantes en su carrera destaca el de la detective Gina Calabrese, en la serie Miami Vice, un mega-suceso de la TV durante la década de 1980. También estuvo tres años interpretando a la villana Carmen Santos, en la telenovela Guiding Light. 
Después de esos trabajos, Saundra también consiguió tener una participación recurrente en la premiada serie The Sopranos, en el papel de Jeannie Cusamano. 
Otros trabajos de Santiago en la TV, incluyen participaciones especiales, en filmes y series, como NY Undercover, Law & Order, Damages y Cashmere Mafia.
En el cine, participó en películas, como Beat Street, producida por Harry Belafonte, Carlito's Way, de Brian De Palma y 25th Hour, de Spike Lee.
Saundra Santiago tiene un Bachiller en Artes por la Universidad de Miami, y un Maestra en Artes en la Universidad Metodista del Sur.

## Carrera

### Televisión
- ¿Qué Pasa U.S.A? (1979)
- Miami Vice (1984-1989)

- With Hostile Intent (1993)

- Law & Order (1992 e 2004)

- NY Undercover (1995)

- To Sir, with Love II (1996)

- Guiding Light (1999-2002)

- The Sopranos (1999-2007)

- The Promise (2006)

- Damages (2007)

- Cashmere Mafia (2008)

- Person of Interest (2011)

### Cine
- 25th Hour (2002)
- Hi-Life (1998)
- Nick and Jane (1997)
- Carlito's Way  (1993)
- Beat Street (1984)